# Frank Collison
Frank Collison (ur. 14 lutego 1950 w Evanston w Illinois) – amerykański aktor, występował w roli Horace’a Binga z serialu Dr. Quinn, debiutował w 1981 w serialu Posterunek przy Hill Street.
Żonaty z aktorką Laurą Gardner.

## Filmografia
- 2010: Hesher jako prowadzący pogrzeb
- 2008: Zdarzenie jako właściciel przedszkola
- 2005: Księżyc Voodoo jako Mac
- 2004: Jak ugryźć 10 milionów 2 jako Strabo Gogolak
- 2004: Osada jako Victor
- 2004: Sprawca Zero jako Piper
- 2004: Hidalgo – ocean ognia jako Texas Jack Omohundro
- 2003: Miasto nadziei jako Fisher
- 2001: Kamuflaż jako chuderlawy policjant
- 2001: K-PAX jako krzyczący mężczyzna
- 2001: Majestic jako doręczyciel wezwania sądowego
- 2000: Bracie, gdzie jesteś? jako Wash Hogwallop
- 2000: Zło pod podłogą jako Turner
- 1999: Doktor Quinn jako Horace Bing
- 1997: Kumpel jako strażnik w Zoo
- 1994: To rodzinne jako Floyd Bumpus
- 1994: 12:01 jako chudy zabójca
- 1992: Kosiarz umysłów jako nocny strażnik przy bramie
- 1992: Reszty nie trzeba jako Darryl Burke
- 1991: Ostatni skaut jako Pablo
- 1991: Gangsterzy jako Sonny Catania
- 1990: Dzikość serca jako Timmy Thompson
- 1990: Dlaczego ja? jako ormiański rabuś
- 1990: Zaułek marzeń jako Spider
- 1988: Plazma jako Phil Hobbe
- 1988: Elvira, władczyni ciemności jako Billy
- 1987: Czwarta Rzesza jako człowiek ze stacji benzynowej
- 1987: Amazonki z Księżyca jako Bury pirat
- 1986: Nastawiony na zabijanie jako Sly

## Role telewizyjne
- 2005–2009:  Na imię mi Earl jako pan James
- 2005−2006: Inwazja jako Earl
- 2002–2009: Detektyw Monk jako Warrick Tennyson
- 1996–2007: Siódme niebo jako Fred Moon
- 1993–1998: Doktor Quinn jako Horace Bing
- 1993–2005: Nowojorscy gliniarze jako Dana Lennox
- 1990–1991: Gabriel's Fire jako facet
- 1989–1993: Zagubiony w czasie jako Mortimer
- 1987–1994: Star Trek: Następne pokolenie jako Gul Dolak
- 1986–1995: Matlock jako nieogolony mężczyzna
- 1985–1989: Na wariackich papierach jako Padua Resident
- 1984–1991: Detektyw Hunter jako Bosco
- 1984–1992: Night Court jako Akwalung
- 1981–1987: Posterunek przy Hill Street jako ćpun